# يد الإله (مسلسل)
يد الإله (بالإنجليزية: Hand of God) مسلسل دراما أمريكي، من إعداد بين واتكنس، عرض على أمازون فيديو، في 28 أغسطس، 2014. بطولة رون بيرلمان، دانا ديلاني، غاريت ديلاهونت والونا تال.
في ديسمبر، 2015، جدد المسلسل لموسم ثاني سيعرض في 2016.

## الممثلين والشخصيات

### شخصيات رئيسية
- رون بيرلمان بدور بارنيل هاريس
- دانا ديلاني بدور كريستال هاريس
- أندريه رويو بدور روبرت بوستن
- غاريت ديلاهونت بدور كي دي
- الونا تال بدور جاكلين هاريس
- جوليان موريس بدور بول كورتس
- إيماياتزي كورينيالدي بدور تيسي غراهام
- جوني فيرو بدور بي. جاي. هاريس
- إليزابيث ماكلافلين بدور أليشيا هوبكنس

## وصلات خارجية
- يد الله على موقع IMDb (الإنجليزية)
- يد الله على موقع ميتاكريتيك (الإنجليزية)
- يد الله على موقع روتن توميتوز (الإنجليزية)
- يد الله على موقع كينوبويسك (الروسية)
- يد الله على موقع ألو سيني (الفرنسية)
- يد الله على موقع قاعدة بيانات الفيلم (الإنجليزية)